# Шамац (община)
Шамац (на сръбски: Општина Шамац) е община, разположена в Република Сръбска, част от Босна и Херцеговина. Неин административен център е град Босански Шамац. Общата площ на общината е 185.15 км2. Населението ѝ през 2004 година е 23 339 души.